# Батерст, Ральф

Герб графа Р. Батерста

Ральф Батерст или Баторст (англ. Ralph Bathurst; 1620, Нортгемптоншир, Англия — 14 июня 1704) — английский врач, поэт, прозаик, священник, богослов.

## Биография
Учился в Школе короля Генриха VIII в Ковентри. Позже получил степень бакалавра искусств в Тринити-колледже (Оксфорд).
В 1644 году был рукоположён в священники англиканской церкви.
Перспективы духовной карьеры Батерста были сорваны английской гражданской войной, которая заставила его обратиться к медицине. Сотрудничал с учёным-медиком Т. Уиллисом, который в 1659 году посвятил свой медицинский труд Diatribae Duae Р. Батерсту.
Р. Батерст принадлежал к кругу интеллектуалов, учёных-экспериментаторов того времени. В мемуарах Д. Валлиса, он упоминается, как один из интеллектуалов-единомышленников, в числе которых Р. Бойль, Д. Уилкинс, Т. Уиллис, К. Рен, предшественников Лондонского королевского общества.
Служил в 1652—1654 годах врачом в британском военно-морском флоте. Лечил моряков, раненных в ходе первой англо-голландской войны.
После реставрации Стюартов в 1660 году вернулся к церковному служению. В 1663 году стал членом Королевского общества.
В 1664 году был избран президентом Тринити-колледжа в Оксфорде.
В 1670 году Р. Батерст стал деканом Уэлского кафедрального собора. С 1673 по 1676 год был вице-канцлером Оксфордского университета.
Кроме многих стихотворений, написал книги: «Новости с другого света» (Оксфорд, 1650): в которой рассказывает историю повешенного, которого он, взяв из морга, возвратил к жизни, и Praelectiones tres de respiratione (Оксфорд, 1654), в которой утверждает, что Селитряная кислота, вдыхаемая животным, является началом жизни. Кроме того, ему приписывают стихотворные пьесы на латинском языке (Literary remains, опубликовано в 1761 году). Оставил несколько богословских и медицинских сочинений.
Жизнь и труды его описаны Т. Уортоном в «The life and literary remains of R. B.» (Лондон, 1761).